# Timarc de Rodes
Timarc de Rodes (en llatí Timarchus, en grec antic Τίμαρχος) fou un gramàtic grec. Valeri Harpocració el fa nadiu de Rodes i escriptor de gloses, però podria ser una confusió amb un escriptor de gloses rodi anomenat Timàquides.
Ateneu de Naucratis esmenta un dels llibres de l'obra titulada περὶ τοῦ Ἐρατοσθένους Ἑρμοῦ. També va escriure sobre Homer i sobre Eurípides.